# Andrew Ridgeley
Andrew John Ridgeley (født 26. januar 1963) er en engelsk singer-songwriter og guitarist. Han udgjorde (med George Michael) den ene halvdel af musikduoen Wham!.